# Theodor Berkelmann
Theodor Friedrich Wilhelm Hermann Berkelmann (Le Ban-Saint-Martin, 17 april 1894 - Poznań, 28 december 1943) was een Duitse SS-Obergruppenführer (luitenant-generaal) en een parlementslid voor de NSDAP in de Rijksdag.

## Leven en werken
Berkelmann was de zoon van een douanebeambte. Hij voltooide zijn school en behaalde zijn einddiploma van het voortgezet onderwijs in 1913 in Colmar. In oktober 1913 trad hij als Einjährig-Freiwilliger (vrije vertaling: eenjarige vrijwilliger) in dienst van het Jägerbataillon Nr. 11. Hij eindigde de Eerste Wereldoorlog als Oberleutnant der Reserve. In maart 1919, na de oorlog, sloot hij zich aan bij het vrijkorps Hülsen, dat in 1920 werd opgeheven. Na een korte periode van werkloosheid, werkte hij tot 1922 als mijnwerker. Van 1922 tot 1926 werkte hij als commercieel handelaar in verzekeringen. Van 1926 tot 1930 was hij als sportleraar in Opper-Silezië bij een Landesschützenverband werkzaam. Van begin februari 1930 tot maart 1931 werkte hij als agrariër in Canada.

## NSDAP
In het voorjaar van 1929 werd Berkelmann lid van de NSDAP en in maart van de SS. Hij werd meteen belast met de oprichting van de SS-Standarte 23 "Oberschlesien". Op 15 maart 1929 werd hij als SA-Standartenführer geplaatst in de Oberste SA-Führung, en als docent en plaatsvervangend leider van de Reichsführerschule van de SA in München.

## Schutzstaffel
Op 6 maart 1932 keerde hij terug naar de SS en werd de adjudant van de Reichsführer-SS Heinrich Himmler. Van 1 oktober 1932 tot 1 april 1933 was Berkelmann Stabsführer van de SS-Gruppe "Nord" in Altona. Aansluitend nam hij de leiding over van SS-Standarte 24 "Ostfriesland“. Op 9 december 1933 werd hij tot leider van de SS-Abschnitte "Südost" in Breslau en op 1 april 1936 tot leider van de SS-Oberabschnitte "Elbe" in Dresden benoemd. Parallel met zijn benoemingen werd Berkelmann meermaals bevorderd; op 30 januari 1934 tot SS-Oberführer, op 9 september 1934 tot SS-Brigadeführer, op 13 september 1936 tot SS-Gruppenführer en ten slotte op 30 januari 1942 tot SS-Obergruppenführer.
Van juni 1938 tot april 1940 was Berkelmann Höherer SS und Polizeiführer van Elbe met zijn kantoor in Dresden en deed vervolgens vertegenwoordigingstaken. Vanaf 1940 werd hij als Höherer SS und Polizeiführer bij de Reichskommissar voor Saarpfalz en als Chef der Zivilverwaltung in Lotharingen ingezet. In november 1943 verhuisde hij voor een gelijke functie naar de Rijksgouw Wartheland.

## Laatste jaren
Vanaf 1936 tot zijn dood was hij parlementslid in de Rijksdag. Berkelmann overleed op 28 december 1943 aan de gevolgen van een hersentumor.

## Familie
Op 29 september 1923 trouwde Berkelmann met Gertrude Josephine Paul. Het echtpaar kreeg in 1933 een dochter genaamd Renate. Ze scheidden in 1942, en kort daarna hertrouwde Berkelmann op 8 maart 1942 met Gabriele von Finck-Wolffersdorff.

## Carrière
Berkelmann bekleedde verschillende rangen in zowel de Sturmabteilung als Allgemeine-SS. De volgende tabel laat zien dat de bevorderingen niet synchroon liepen.
| Datums                        | Deutsches Heer                         | Sturmabteilung      | Allgemeine-SS        | Politie                       |
| ----------------------------- | -------------------------------------- | ------------------- | -------------------- | ----------------------------- |
| oktober 1913                  | Einjährig-Freiwilliger                 | —                   | —                    | —                             |
| 1914                          | Soldat                                 | —                   | —                    | —                             |
| 1914                          | Leutnant der Reserve                   | —                   | —                    | —                             |
| September 1919 - 1920         | Charakter van Oberleutnant der Reserve | —                   | —                    | —                             |
| 6 maart 1931                  | —                                      | —                   | SS-Anwärter          | —                             |
| 15 juni 1931                  | —                                      | SA-Standartenführer | —                    | —                             |
| 1932                          | —                                      | SA-Oberführer       | —                    | —                             |
| 15 juni 1931                  | —                                      | —                   | SS-Standartenführer  | —                             |
| 30 januari 1934               | —                                      | —                   | SS-Oberführer        | —                             |
| 9 september 1934              | —                                      | —                   | SS-Brigadeführer     | —                             |
| 13 september 1936             | —                                      | —                   | SS-Gruppenführer     | —                             |
| 15 april 1941 - 10 april 1941 | —                                      | —                   | —                    | Generalleutnant in de politie |
| 30 januari 1942               | —                                      | —                   | SS-Obergruppenführer | Generaal in de politie        |

## Lidmaatschapsnummers
- NSDAP-nr.: 128 245[30] (lid geworden in 1 mei 1929)[28][22][8][19]
- SS-nr.: 6019[30] (lid geworden in 1 maart 1931)[28][22][19]

## Onderscheidingen
Selectie:
- IJzeren Kruis 1914, 1e Klasse[4][3][32][33] en 2e Klasse[4][3][28][29][22][8][19]
- Gouden Ereteken van de NSDAP[19][22][32] op 30 januari 1939[8][4]
- Ehrendegen des Reichsführers-SS[31][22] op 1 december 1937[4]
- SS-Ehrenring[34][22] op 1 december 1937[4]
- Kruis voor Oorlogsverdienste, 1e Klasse (4 september 1942[11][8]) en 2e Klasse (december 1940[8][4]) met Zwaarden[28][22][19] - zonder Zwaarden[8]
- Ehrenwinkel der Alten Kämpfer[4]

- Gemeinsame Normdatei: 1051182468
- International Standard Name Identifier: 0000 0000 2593 0432
- Virtual International Authority File: 306324783